# Poa poiformis
Poa poiformis es una especie herbácea, perteneciente a la familia de las (Gramíneas o Poáceas). Es originaria de Australia.

## Descripción
Es una hierba densamente acolchada, perennifolia, erecta que alcanza un tamaño de 1 m de altura, rara vez con rizomas verticales u oblicuos. Las hojas con vainas generalmente suaves, la más baja se aflojada; lígula truncada de 0,25-1,25 mm de largo; la hoja por lo general muy convoluta y cilíndrica o angular-cilíndrica, la mayoría de 0.25-1.5 mm de ancho. Las inflorescencias en panículas de 8-30 cm de largo, comúnmente contratada. Espiguillas con 2-7-flores, comprimidas, de 6-10 mm de largo. Glumas de 3-5 mm de largo, agudas a acuminadas. Lema de 3-6 mm de largo, subaguda para truncada, 5-7 nervada, peluda en la quilla hasta  el medio y por lo general en los nervios laterales y los márgenes. Páleas escabrosas en las quillas anteriores.

## Distribución y hábitat
Crece a lo largo del océano en la zona intermareal y estuarios, de vez en cuando en las dunas costeras y acantilados, en especial los acantilados que dan al sur, al sur de Port Stephens en Nueva Gales del Sur en Australia. 

## Taxonomía
Poa poiformis fue descrita por (Labill.) Druce y publicado en Report. Botanical Exchange Club. London. Suppl. 2: 640. 1917.
Etimología
Poa: nombre genérico derivado del griego poa = (hierba, sobre todo como forraje).
poiformis: epíteto latino que significa "con las características del género Poa".
Sinonimia
- Arundo laevis (R.Br.) Steud.
- Arundo levis Poir.
- Arundo plebeia (R.Br.) Poir.
- Arundo poiformis Labill.	basónimo
- Poa australis R.Br.
- Poa australis var. billardieri Hook.f.
- Poa caespitosa var. laevis (R. Br.) Benth.
- Poa caespitosa var. plebeia (R. Br.) Benth.
- Poa laevis R.Br.
- Poa plebeia R.Br.
- Poa poiformis var. ramifer D.I.Morris
- Poa urvillei Steud.[4]